# 736
Năm 736 trong lịch Julius.